# Биатрис (Небраска)

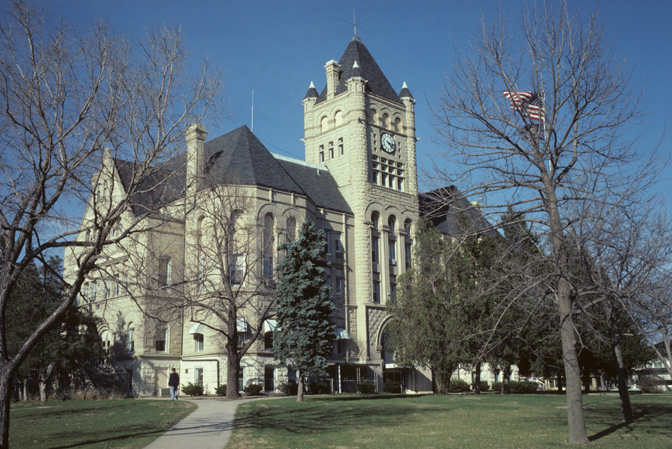
Здание окружного суда в Биатрис

Биатрис (англ. Beatrice) — город, расположенный в округе Гейдж (штат Небраска, США) с населением в 12 459 человека по статистическим данным переписи 2010 года. Биатрис является окружным центром округа Гейдж.

## География
По данным Бюро переписи населения США город имеет общую площадь в 19,42 квадратных километров, водных ресурсов в черте населённого пункта не имеется.
Город Биатрис расположен на высоте 392 метра над уровнем моря.

## Демография
| Год переписи                    | Нас.  |  | %±     |
| ------------------------------- | ----- |  | ------ |
| 1880                            | 2447  |  | —      |
| 1890                            | 13836 |  | 465,4% |
| 1900                            | 7875  |  | −43,1% |
| 1910                            | 9356  |  | 18,8%  |
| 1920                            | 9664  |  | 3,3%   |
| 1930                            | 10297 |  | 6,6%   |
| 1940                            | 10883 |  | 5,7%   |
| 1950                            | 11813 |  | 8,5%   |
| 1960                            | 12132 |  | 2,7%   |
| 1970                            | 12389 |  | 2,1%   |
| 1980                            | 12891 |  | 4,1%   |
| 1990                            | 12354 |  | −4,2%  |
| 2000                            | 12496 |  | 1,1%   |
| 2010                            | 12459 |  | −0,3%  |
| 1880–2010 U.S. Decennial Census |       |  |        |

По данным переписи населения 2000 года в Биатрис проживало 12 496 человек, 3301 семья, насчитывалось 5395 домашних хозяйств и 5818 жилых домов. Средняя плотность населения составляла около 643,5 человек на один квадратный километр. Расовый состав Биатрис по данным переписи распределился следующим образом: 97,50 % белых, 0,34 % — чёрных или афроамериканцев, 0,45 % — коренных американцев, 0,33 % — азиатов, 0,03 % — выходцев с тихоокеанских островов, 1,05 % — представителей смешанных рас, 0,30 % — других народностей. Испаноговорящие составили 0,96 % от всех жителей города.
Из 5395 домашних хозяйств в 28,2 % — воспитывали детей в возрасте до 18 лет, 49,8 % представляли собой совместно проживающие супружеские пары, в 8,7 % семей женщины проживали без мужей, 38,8 % не имели семей. 33,9 % от общего числа семей на момент переписи жили самостоятельно, при этом 17,7 % составили одинокие пожилые люди в возрасте 65 лет и старше. Средний размер домашнего хозяйства составил 2,24 человек, а средний размер семьи — 2,87 человек.
Население города по возрастному диапазону по данным переписи 2000 года распределилось следующим образом: 23,4 % — жители младше 18 лет, 8,4 % — между 18 и 24 годами, 25,5 % — от 25 до 44 лет, 21,4 % — от 45 до 64 лет и 21,3 % — в возрасте 65 лет и старше. Средний возраст жителей составил 40 лет. На каждые 100 женщин в Биатрис приходилось 89,0 мужчин, при этом на каждые сто женщин 18 лет и старше приходилось 84,7 мужчин также старше 18 лет.
Средний доход на одно домашнее хозяйство в городе составил 33 735 долларов США, а средний доход на одну семью — 42 472 доллара. При этом мужчины имели средний доход в 29 976 долларов США в год против 21 303 доллара среднегодового дохода у женщин. Доход на душу населения в городе составил 17 816 долларов в год. 7,0 % от всего числа семей в округе и 9,5 % от всей численности населения находилось на момент переписи населения за чертой бедности, при этом 10,0 % из них были моложе 18 лет и 8,9 % — в возрасте 65 лет и старше.

## Уроженцы
- Уэлдон Кис (1914-1955) — американский поэт, художник, литературный критик, писатель, драматург, джазовый пианист, автор рассказов и кинорежиссер.